# Aedes increpitus
Aedes increpitus är en tvåvingeart som beskrevs av Dyar 1916. Aedes increpitus ingår i släktet Aedes och familjen stickmyggor. Inga underarter finns listade i Catalogue of Life.